# Miriam Hansen
Miriam Hansen (Offenbach am Main, 28 de abril de 1949 - Chicago, 5 de fevereiro de 2011) foi uma historiadora do cinema teuto-americana, com importantes contribuições ao estudo do cinema e da cultura de massa.